# Wilhelm Kreis
Wilhelm Heinrich Kreis (Eltville am Rhein, 17 maart 1873 – Bad Honnef, 13 augustus 1955) was een vooraanstaand Duits architect en hoogleraar architectuur. Hij was actief in het Duitse Keizerrijk van voor de Eerste Wereldoorlog, de Weimarrepubliek, in nazi-Duitsland en in de daaropvolgende periode van wederopbouw in West-Duitsland.

## Carrière
Kreis werd voor het eerste bekend door zijn inzending voor de ontwerpwedstrijd voor het Völkerschlachtdenkmal in Leipzig in 1896. Hij won hiermee een eerste prijs. Er werd voor de uiteindelijke bouw echter gekozen voor het ontwerp van Bruno Schmitz. In 1899 organiseerde de "Deutsche Studentenschaft" een ontwerpwedstrijd voor de bouw van een groot aantal "Bismarcktorens" ter ere van de het jaar ervoor overleden staatsman Otto von Bismarck. Kreis won deze wedstrijd met zijn ontwerp "Götterdämmerung". Hierop werden er van dit ontwerp 47 torens gebouwd, verspreid over het gehele keizerrijk. Daarnaast verrezen er nog elf Bismarcktorens naar andere ontwerpen van Kreis.
Zijn eerste grote culturele project was de Rheinhalle in Düsseldorf in 1926 (tegenwoordig Tonhalle Düsseldorf). Hierna volgde onder andere het Deutsches Hygiene-Museum in Dresden. In tegenstelling tot de in die tijd opkomende modernistische beweging, bleef Kreis net als bijvoorbeeld Heinrich Tessenow en Paul Bonatz in een meer historische conservatieve stijl werken.

### Tweede Wereldoorlog
Kreis was destijds voorzitter van de Bond van Duitse Archtitecten (BDA). De nazi's ontheven hem in 1933 uit deze functie en vervolgens zag hij zijn opdrachten slinken. Twee jaar later echter was hij weer helemaal terug en werkte hij onder Albert Speer aan een aantal civiele projecten in Dresden en gigantische plannen voor Berlijn: Welthauptstadt Germania (met name het ontwerp voor de gigantische Soldatenhalle). De aanwerving van een gerespecteerd architect als Kreis door Speer was zeer goed voor de reputatie van laatstgenoemde. Kreis op zijn beurt werd een steeds actiever aanhanger van het nationaalsocialisme. Hij werd genoemd als een van de belangrijkste kunstenaars van het Derde Rijk in de door Joseph Goebbels in september 1944 opgestelde Gottbegnadeten-Liste.  Dit was een 36-pagina's tellende lijst met 1041, door het nazi-regime als toonaangevend aangemerkte, kunstenaars.
Ook na de Tweede Wereldoorlog bleef Kreis, ondanks zijn hoge leeftijd, opdrachten ontvangen.

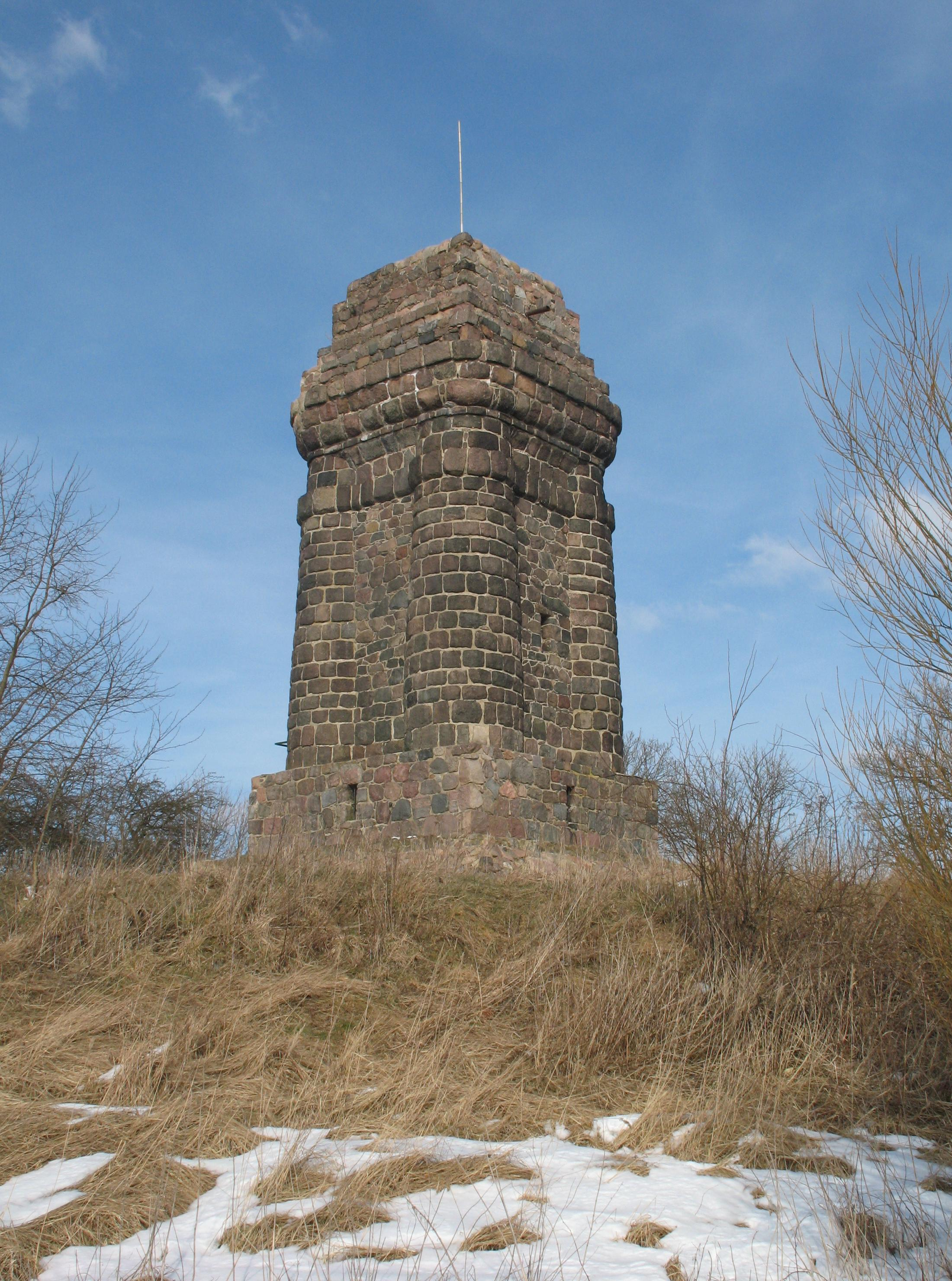
Bismarcktoren
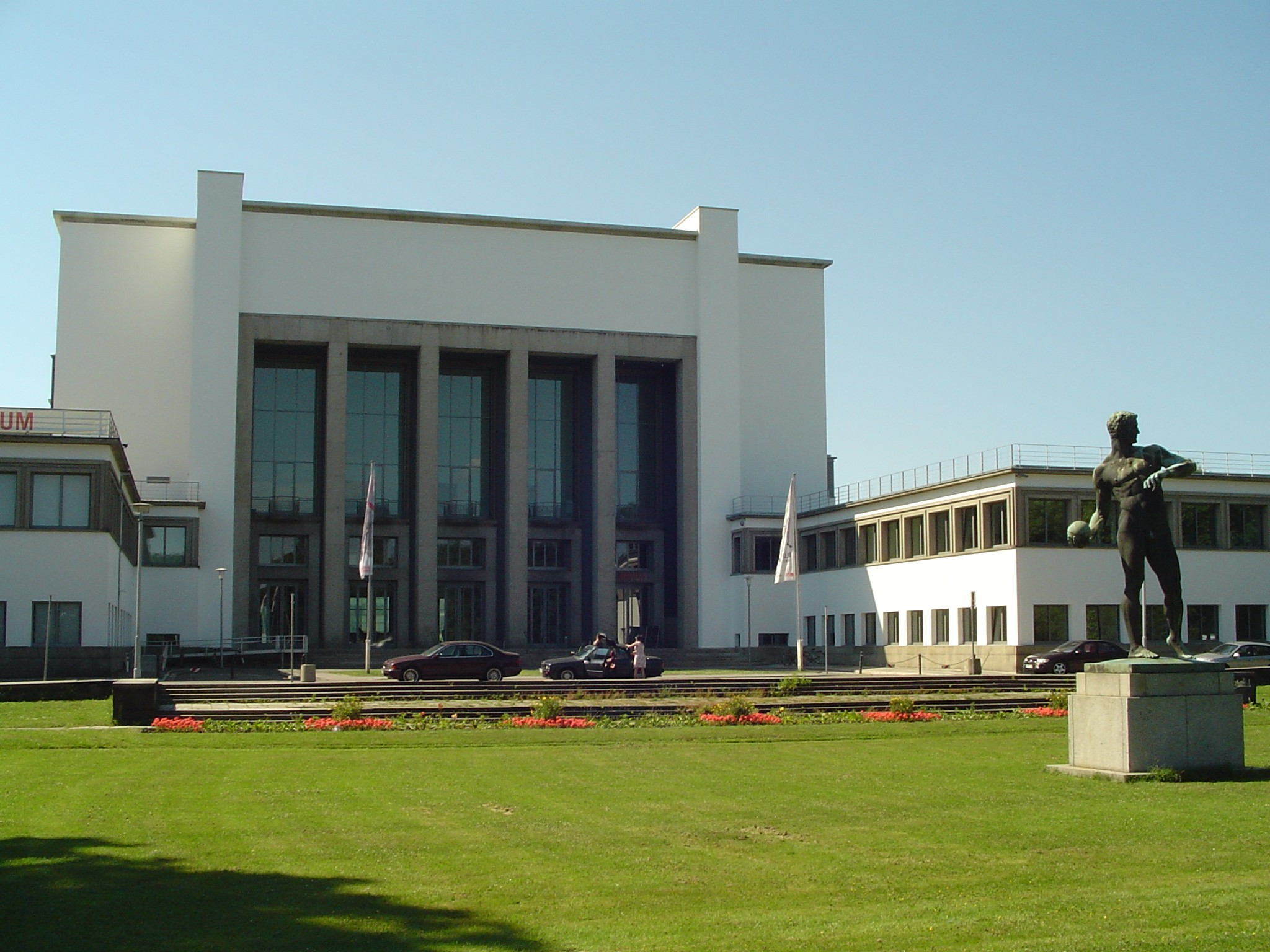
Deutsches Hygienemuseum
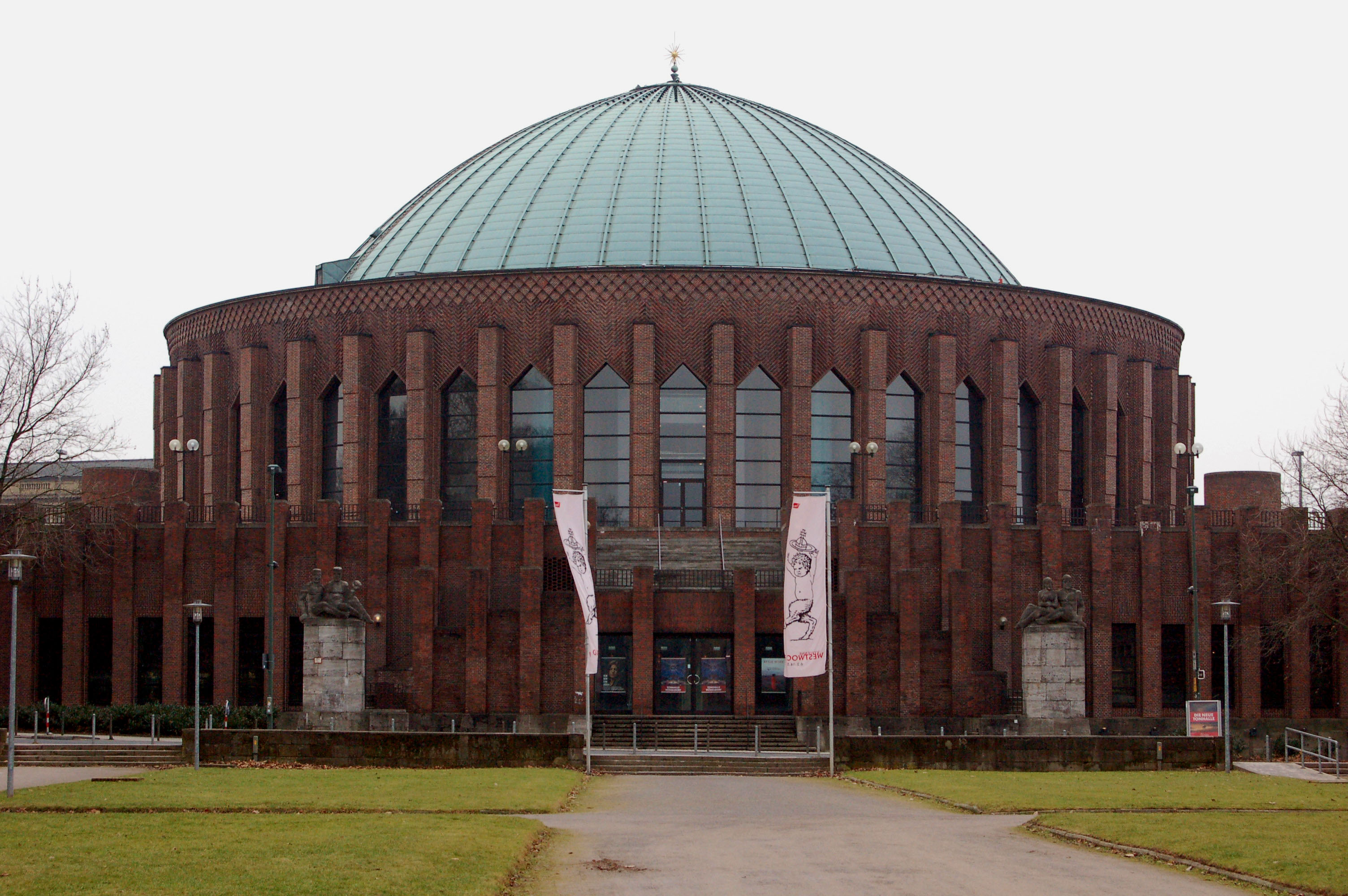
Tonhalle Düsseldorf
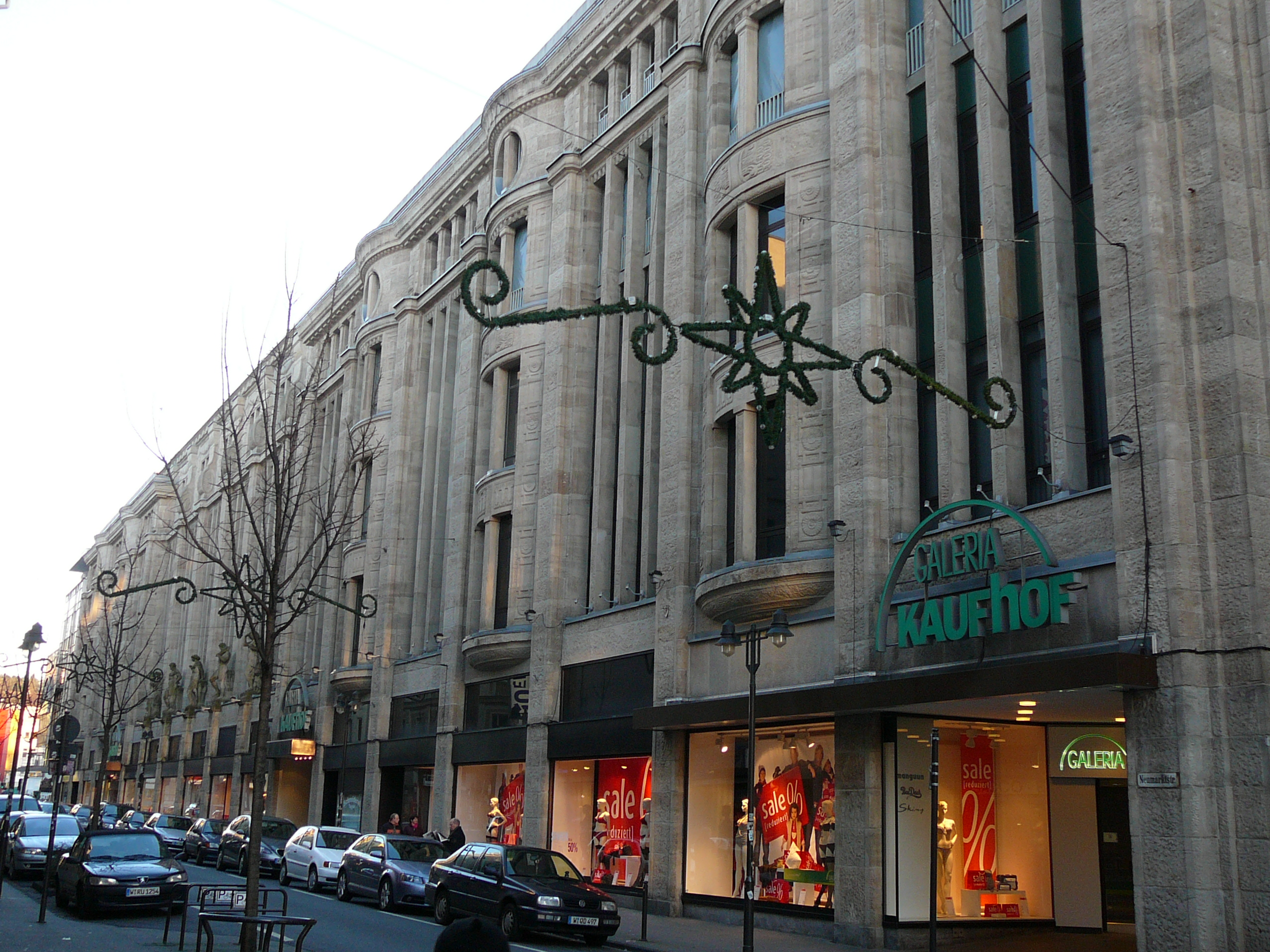
Galeria Kaufhaus Wuppertal

- Bibsys: 2079185
- Bibliothèque nationale de France: cb13555871d (data)
- Gemeinsame Normdatei: 11877798X
- International Standard Name Identifier: 0000 0000 8184 2373
- Library of Congress Control Number: nr91037646
- Nationale Bibliotheek van Tsjechië: xx0150174
- Nationale Bibliotheek van Israël: 987007439651805171
- Nederlandse Thesaurus van Auteursnamen: 12681287X
- RKD-Nederlands Instituut voor Kunstgeschiedenis: 46376
- SNAC: w63r3mkj
- Système universitaire de documentation: 05083102X
- Union List of Artist Names: 500003905
- Virtual International Authority File: 115619930
- WorldCat: E39PBJkXtg3B69bvYGPWCMPxXd